# The Fear Market
Pour plus de détails, voir Fiche technique et Distribution.
The Fear Market est un film muet américain réalisé par Kenneth S. Webb, et sorti en 1920. 

## Synopsis
Une femme se bat pour surmonter une cabale de maîtres-chanteurs, mais apprend que le patron des maîtres-chanteurs n'est autre que son propre père.

## Fiche technique
- Titre original : The Fear Market
- Réalisation : Kenneth S. Webb
- Scénario : Clara Beranger, Amelie Rives Troubetsky
- Photographie : George J. Folsey
- Production : Realart Pictures Corporation
- Pays de production :  États-Unis
- Format : Noir et blanc - 1,33:1 - 35 mm - film muet
- Genre : drame familial
- Durée : 50 minutes
- Date de sortie :
  - États-Unis : 25 janvier 1920

## Distribution
- Alice Brady : Sylvia Stone
- Frank Losee : Maj. Stone
- Harry Mortimer : Ettare Forni
- Richard Hatteras : Oliver Ellis
- Edith Stockton : Laura Hill
- Bradley Barker : Bob Sayres
- Nora Reed : Milly Sayres
- Frederick Burton : Jim Carson
- Alfred Hickman : Dicky Wilkes
- Sara Biala : Emilia Botti